# Cristian Ianu
Cristian Florin Ianu (Timișoara, 16 ottobre 1983) è un calciatore rumeno, attaccante del Carassesi.

## Carriera
Il 13 gennaio 2012 il Sion annuncia l'acquisto dell'attaccante rumeno, con cui avrebbe dovuto rimanere legato fino al 30 giugno 2014.